# 旅の終わり
「旅の終わり」（たびのおわり、原題: "Journey's End"）は、イギリスのSFドラマ『ドクター・フー』第4シリーズ第13話にして、第4シリーズの最終話。2008年7月5日に BBC One で初めて放送された。本作は6月28日に放送された「盗まれた地球」に続く二部作の後編であり、スピンオフシリーズ『秘密情報部トーチウッド』と『The Saraj Jane Adventures』とのクロスオーバー作品でもある。放送時間は第4シリーズの通常のエピソードはよりも約20分長い、65分であった。本作はキャサリン・テイトがドナ・ノーブル役でレギュラー出演する最後のエピソードとなった。
本作では、かつて異星人ドクターと共に旅をするコンパニオンであったサラ・ジェーン・スミス（演:エリザベス・スレイデン）とマーサ・ジョーンズ（演:フリーマ・アジェマン）が 、宇宙を破壊するダーレクのリアリティ・ボムに対して、独自の大量破壊兵器の準備を進める。
「旅の終わり」は主に肯定的なレビューを受けたが、絶賛された前話「盗まれた地球」よりは複雑な評価をする者もいた。

## 連続性
本作はラッセル・T・デイヴィスの製作した『ドクター・フー』の全4シーズンの集大成である。本作での会話には、ドクターの手がシコラックスとの戦いの最中で切断され生え変わった「クリスマスの侵略者」の出来事への言及がある.。また、本作は「ダレク族の誕生」にも言及しており、ダヴロスが惑星スカロのダーレク族創造の場でサラ・ジェーンと対面したことがあると語った。
ローズの愛の発言に対するドクターの返答は、ローズには聞こえているが、視聴者には聞こえないままになっている。これはデイヴィスが「永遠の別れ」を執筆した時に意図的に曖昧にしたものだが、エグゼクティブ・プロデューサーのジュリー・ガードナーは、「永遠の別れ」のコメンタリーと「旅の終わり」の『Doctor Who Confidential』スペシャルで、ドクターが彼女に愛を求めたと述べた。
地球を元の場所へ戻す際の音楽は「囚われの歌」の終わりに流れた "Song of Freedom" であり、第4シリーズのサウンドトラックに収録された。

## 製作

### 脚本
ラッセル・T・デイヴィスは「旅の終わり」の脚本を2008年1月に書き始めた。撮影されたシーンでは、ドクターがメタクライシス・ドクターに彼自身のターディス育てられるようにターディスの卵を渡す様子が描写された。このシーンはエピソードの最終編集まで残っていたが、バッド・ウルフ湾でのシーンが長く複雑になると考えた製作チームが最終的にカットした。また、別のターディスを育てることがそう簡単なことであるべきではないとも製作チームは考えた。シリーズ4のDVDボックスセットにはクリップ映像が収録された。

### ロケ
『ドクター・フー』の Upper Boat Studios から数分の場所に位置するカステル・コッホがドイツの城として使用された。カーディフの西数マイルに広がる Southerndown の海岸は、「永遠の別れ」と同様にノルウェーの架空の湾ダーリグ・ウルヴ・ストランデン（バッド・ウルフ湾）として使用された。
様々なコンパニオンがダーレクと話すシーンなど、屋外での複数のシーンがペナースのアーコット・ストリートで撮影された。

### キャスティング
ミッキー・スミスとジャッキー・タイラーが「永遠の別れ」以来の登場を果たした。K9 Mark IV（声:ジョン・リーソン）は The Sarah Jane Adventures のストーリー The Lost Boy 以来のテレビ登場となり、『ドクター・フー』への登場は第2シリーズ「同窓会」以来となった。

### もう一人のドクター

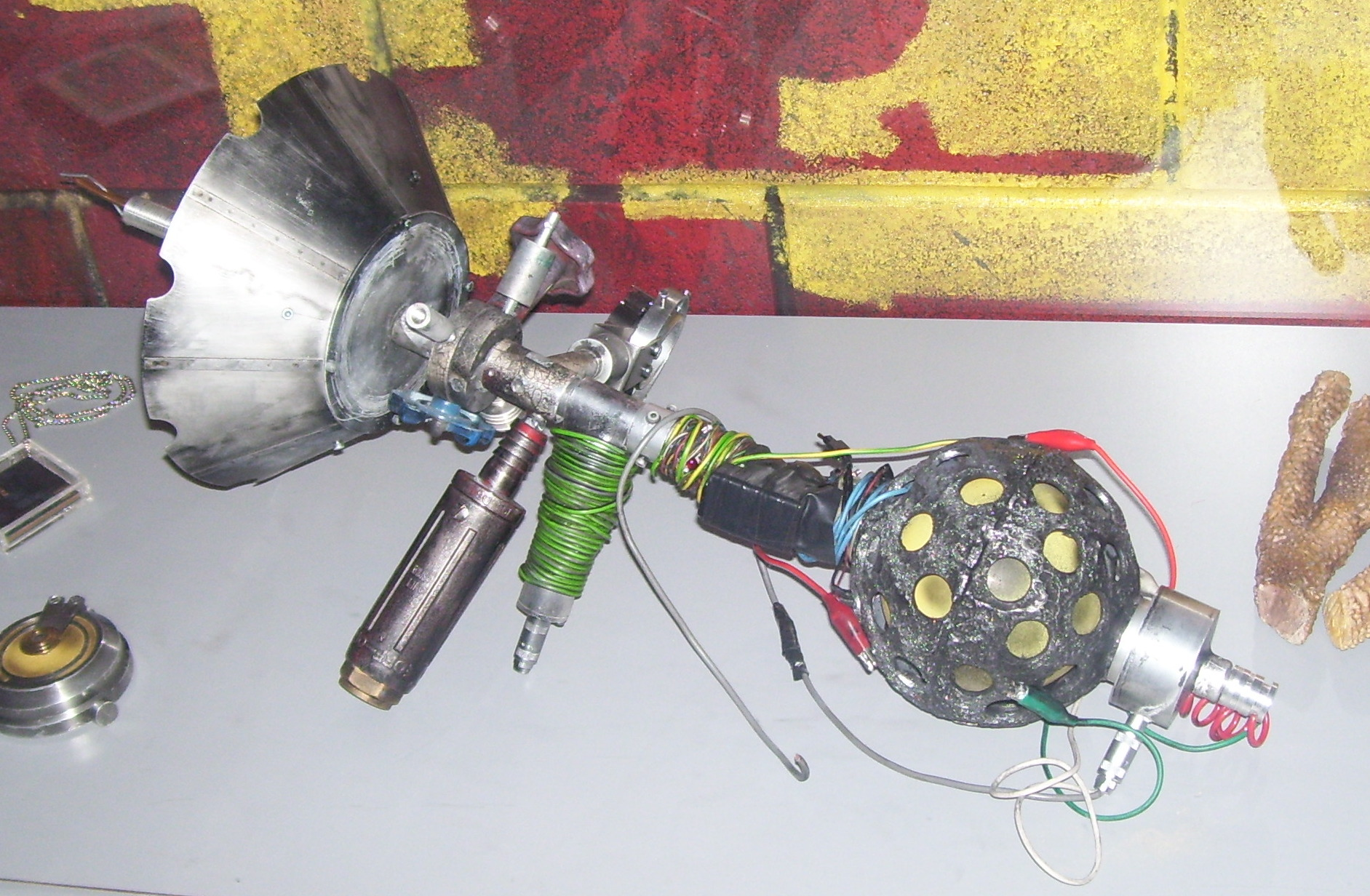
もう一人のドクターが製作した銃

本作の重要な登場人物の一人は、ドクターから作り出されたもう一人のドクターである。The Three Doctors や The Five Doctors および The Two Doctors といった過去のドクターがそれぞれの俳優に演じられるエピソードと違い、このドクターは10代目ドクターと同じ外見である。本作に対応する『Doctor Who Confidential』のエピソードでは、デイヴィスは「本作はとても忙しく、とても精神に関わる壮大で普遍的な規模のものなので、解決するためには当然2人のドクターが必要だ」と説明した。フィル・コリンソン、グレアム・ハーパー、デイヴィッド・テナントは、テナントに似たミュージシャンのコラム・リーガンをボディダブルとして使うことについて議論している。予算が無制限であれば全シーンをテナントで撮影できたが、ドクターが2人同時に画面に映っているエフェクトショットは数が限られているため慎重に選ばなくてはならない、とコリンソンは語っている。
ハーパーは、ターディスを囲むテナントとリーガンが同時に移る写真について、2-3枚のワイドショットでリーガンとテナントを一緒に使うことができたと説明した。ほとんどの部分では、後ろ姿や腕、後頭部などのショットでボディダブルが使用された。リーガンの居るショットとリーガンの居ないショットを撮り、編集で同じショットの中にデイヴィッド・テナントが2ヶ所にいるように見える効果を生み出すことができた。

## 放送と反応

### 放送
本作はプライド・ロンドン2008の一環としてロンドンのトラファルガー広場で無料上映された。第3シリーズのフィナーレ「ラスト・オブ・タイムロード」も2007年のイベントで上映が計画されていたが、セキュリティ上の問題で中止された。2008年クリスマススペシャル「もうひとりのドクター」の宣伝のため、ティーザー広告が追加された。
「旅の終わり」は BBC One での本放送で1057万人の視聴者を獲得し、番組視聴占拠率は45.9%に達した。本作はその週で最も多く視聴された番組であり、初めて『ドクター・フー』がこの順位に就くこととなった。また、Appreciation Index のスコアは91で、前話「盗まれた地球」と同じ記録であった
。BBCニュースのウェブサイトに掲載された記事では、Digital Spy や Ain't It Cool News のフォーラムに掲載されたファンの反応を "mixed" と表現している。
「旅の終わり」は、32年ぶりにイギリスのテレビ視聴率1位を記録したSF作品となった。前回は1976年7月のアメリカのドラマシリーズ『地上最強の美女バイオニック・ジェミー』であった。

### カナダでの放送
本作は2008年12月12日にカナダで初放送された。カナダ放送協会が共同制作としてクレジットされているものの、カナダ放送協会は告と60分の時間枠に合わせるため、エピソードから21分をカットした国際配信版を使用した。この編集では、多くのサブプロットだけでなく、様々なコンパニオンの最後の別れや、ドクターが1人でターディスに乗っている最後のシーンが削除された。カナダ放送協会はその後、本作の編集されていないバージョンをウェブ上でストリーミング配信した。

### 批評家の反応
デイリー・テレグラフのサラ・クロンプトンは本作について「冒頭がアンチクライマックスになることは避けられなかった」と述べた上で、特殊効果を称賛し、ドナがシリーズにもたらした暖かさとユーモアが恋しくなるだろうと綴ったガーディアンのルーシー・マンガンは、終盤のドクターとウィルフレッドの会話について、「誰にでも何かを与える」と論評した。
ザ・ステージのマーク・ライトは、「旅の終わり」をトランプの家が崩れ落ちるようなものだと評した。しかし、彼は「盗まれた地球」のクリフハンガーの解決には何の問題もなく、再生がないことで騙されたと感じている人々を批判した。彼はこのエピソードではミッキーとジャッキーの必要性をほとんど感じなかったが、ドナは「これまでの仲間の中で最も悲しい結末」を迎えたと主張し、プロットを上手くまとめていたデイヴィスを称賛しています。彼は、本エピソードは依然として「大胆で、大きく、愚かで、しばしば痛烈なシーズンフィナーレ」であると結論付けた。
デイリー・ミラー紙のジム・シェリーは本作を痛烈に批判しており、彼はデイヴィッド・テナントが演じる二人のドクターに戸惑い、シリーズを通してドナにはほとんど進展が見られず、宿敵であるダヴロスを救おうとするドクターの試みに戸惑ったという。別れの物語も冗長で、テナントの生意気なおしゃべりでエイリアンの『イーストエンダーズ』のような番組になってしまったと酷評した。SFXのデイヴ・ゴールダーも批判寄りの立場で、アクションシーンやドナやローズおよびダヴロスとドクターの描写を称賛した一方、マイナーなキャラクターが多すぎてプロットが不完全に感じられると述べた。彼にとって本作のプロットは整っているがそれだけであり、並外れてはいるが完璧ではなかった。
スコットランドのデイリー・レコード紙では、ポール・イングリッシュが本作を「またしても気合の入った『ドクター・フー』の冒険」と呼び、「脚本家でプロデューサーのラッセル・T・デイヴィスは映画のような壮大な雰囲気でテレビを作っている」と述べた。多くの映画が2倍の時間と2倍の予算でこなすよりも、1時間のテレビ番組の中により多くの緊張感・ユーモア・感動を盛り込んでいると評価した。彼は2005年に番組が復活したときの馬鹿げた雰囲気が「旅の終わり」では失われていることを嘆いたが、フィナーレはテレビの金字塔だったと結論付けた。
デジタル・スパイのベン・ローソン・ジョーンズは本作を「満足のいく壮大な結末」と評価したし、特にドナの退場を痛烈で心に響くシーンを織り交ぜたものだと称賛した。なお、ダーレクのご都合主義ともとれる終焉には、彼らの脅威が削がれてしまうとして批判した。ラジオ・タイムズのウィリアム・ギャラガーは「旅の終わり」をイベントドラマやパーティテレビと呼んだ。彼はクリフハンガーの再生には騙されたと感じたものの、本作のキャラクター作りを称賛し、テナントが史上最高のドクターになったとして、『ドクター・フー』そのものも最高のドラマであると評価して「最も勢いがあり、輝きが散りばめられ、高揚感のあるドラマだ」と論じた。"TV Scoop" のジョン・ベレスフォードは「旅の終わり」を「今までに覚えている中で最も刺激的な『ドクター・フー』のエピソード」と呼び、「第4シリーズのフィナーレを素晴らしく想像力に富んだ、刺激的でアクション満載のものにした」と絶賛した。
ラジオ・タイムズが2015年に行った読者投票では、「盗まれた地球」と「旅の終わり」が『ドクター・フー』の最大のフィナーレに投票された。